# 杜儒德
杜儒德（司徒）（Ernest Black Struthers；1886年4月28日—1977年5月22日）加拿大传教医师，曾在远东传教。服务于香港雅麗氏醫院、济南齐鲁大学和汉城濟衆院。此外，他以对治疗黑热病的贡献而闻名。

## 早年
1886年4月28日，杜儒德出生于加拿大安大略省高尔特镇的玫瑰街，是玛丽·克尔和罗伯特·斯特鲁瑟斯的儿子。他的父亲拥有一家五金店，父母信仰虔诚。 他年幼时就接触过传教士，因为他的家人经常在家中接待他们。比他小两岁的弟弟杜儒文（Robert Gordon Struthers）也是一名传教医生。

## 传教历程

### 香港
1912年在英国，杜儒德被中国福州海关录取。然而，他家在伦敦的朋友梅里斯表示不赞同，因为中国海关不属于传教工作。最终，他改变了计划，由伦敦会派往香港，为期一年半。杜儒德于1913年2月20日抵达香港，开始在雅麗氏醫院工作。在香港时期，中文名为司徒。他在雅麗氏醫院工作时，做了许多特别的手术。他负责术后护理和眼科病房。 1913年9月，还兼任伦敦会赞助的 香港大学宿舍马礼逊堂舍监，监督学生，并负责帐目。1914年9月，在香港的18个月工作结束，由于不懂粤语，他决定离开回国。然而，在河南卫辉，他被说服留下来学习语言，到1915年，已作为加拿大长老会差会的一员，在河南省工作
。